# InCité Bordeaux
Pour les articles homonymes, voir Bordeaux.
 (avril 2016).
Si vous disposez d'ouvrages ou d'articles de référence ou si vous connaissez des sites web de qualité traitant du thème abordé ici, merci de compléter l'article en donnant les références utiles à sa vérifiabilité et en les liant à la section « Notes et références ».
InCité est une société d'économie mixte (SEM) créée par la Ville de Bordeaux pour intervenir dans les domaines du logement ou de l'urbanisme publics de la ville et de la métropole. Elle s'appelait à sa création en 1957, la SBUC (Société Bordeaux mixte d’Urbanisme et de Construction) et a pris le nom d'InCité Bordeaux - La CUB, en 2002 lors de l'élargissement de ses missions à la requalification du centre historique de Bordeaux. En 2019, la SEM devient inCité Bordeaux Métropole Territoires.

## Présentation
Les actionnaires principaux de la SEM sont la Ville de Bordeaux, Bordeaux Métropole  (ex-CUB), la Banque des territoires (CDC), la Caisse d'épargne, la Chambre de Commerce et d'Industrie (CCI) de Bordeaux et le Crédit mutuel Arkéa.
Présidée par Elizabeth Touton de 2009 à 2019, inCité est un acteur privilégié de l'habitat et de l'urbanisme dans le centre historique de Bordeaux et sur l'ensemble de métropole bordelaise. En 2010, inCité gère un patrimoine locatif de 1 935 logements sociaux et intermédiaires (24 résidences), 2 centres commerciaux (Counord et Europe au Grand-Parc), 1 chaufferie au Grand Parc, 2 200 logements rénovés en centre ville depuis 2002 et de nombreux locaux d'activités, dont des commerces de proximité en rez-de-chaussée d’immeubles dans le centre historique de Bordeaux.

## Historique
En juillet 1957, le conseil municipal de Bordeaux décide de la création d’une société d’économie mixte, la SBUC (Société Bordeaux mixte d’Urbanisme et de Construction). Sa mission était de « loger décemment, le mieux et le plus rapidement possible, un très grand nombre de personnes. » La SBUC est l’une des premières sociétés d’économie mixte de construction créée en France. À l’époque, la Ville de Bordeaux en était l’actionnaire principal, aux côtés, notamment, de la Caisse des dépôts et consignations. Le Conseil d’Administration était alors présidé par Jacques Chaban-Delmas, maire de Bordeaux. Commence alors une période consacrée à l’aménagement des quartiers nouveaux et à la construction et la gestion de près de 4 000 logements et de locaux d’activités (quartiers du Grand-Parc, Bordeaux Lac, Benauge, Chartrons, Mériadeck…).
En 1967, la Communauté Urbaine nouvellement créée devient actionnaire de la SBUC. En 2002 (et jusqu’en 2014), la Ville confie à la SBUC le volet « logement » du projet de requalification du centre historique de Bordeaux. La société prend alors le nom d‘InCité Bordeaux – La CUB, pour « mieux communiquer sur ses nouvelles missions de requalification urbaine », puis installe en 2006 son siège social dans le centre historique, cours Victor Hugo. La même année, une concession d’aménagement est confiée à InCité Bordeaux – La CUB par la ville de Sainte-Eulalie pour la création d’une ZAC Multi-sites. À laquelle s’ajoute depuis 2010, une mission d’étude pour la ville de La Réole en préalable de la requalification de son centre historique. 
En 2009, InCité Bordeaux – La CUB, en partenariat avec la Ville de Bordeaux, ouvre le premier garage à vélos collectif de France. Depuis 2011 et jusqu’en 2016, la Ville a confié à InCité Bordeaux – La CUB la gestion de l’OPAH « RU HM » (Opération Programmée pour l’Amélioration de l’Habitat « Renouvellement Urbain et  Hôtels Meublés »), mise en place au cœur du centre historique de Bordeaux. L’OPAH est un dispositif incitatif d’aide à l’amélioration de l’habitat destiné à dynamiser la réhabilitation de logements anciens privés et à développer une offre de loyers sociaux dans l’habitat privé sur un périmètre précis. En 2013, la ville de Lormont a choisi InCité pour mener à bien une mission de suivi d’animation de l’OPAH. La même année, la Communauté Urbaine de Bordeaux confie le Programme d’Intérêt Général (PIG) 2 à InCité Bordeaux – La CUB. Sa mission est de créer « un logement pour tous au sein du parc privé de la CUB. »
En 2014, la concession d'aménagement pour la requalification du centre historique de Bordeaux est renouvelée et confiée à inCité après consultation. La même année, la SEM livre la résidence Saint-James (18 logements) entièrement réhabilitée avec des locaux d'activités en rez-de-chaussée. En 2015, c'est la livraison du Théâtre L'oeil La Lucarne et 9 logements dont 1 maison. 2017, inCité se voit confier la 3ème OPAH par la Ville de Bordeaux. Anne-Marie Cazalet, maire-adjointe au maire de Bordeaux devient présidente d'inCité. En septembre, inCité est missionnée par Bordeaux Métropole pour l'animation du PIG 3 2019-2024 pour les 28 communes.

Fin 2019, la SEM devient inCité Bordeaux Métropole Territoires et confirme ainsi son action et son ancrage au service des territoires. Avec l'augmentation du capital votée par les actionnaires en 2020, inCité porte de nouvelles ambitions et développe son activité économie de proximité à l'échelle de Bordeaux Métropole. Une identité visuelle renouvelée vient affirmer ses valeurs. 
En décembre 2020, Emmanuelle Ajon, adjointe au maire de Bordeaux, nouvellement élue présidente d'inCité, décède des suites d'une maladie grave. 
Le 30 avril 2021, Stéphane Pfeiffer, vice-président d'inCité depuis septembre 2020 est élu président. Jean-Jacques Puyobrau, devient vice-président et Matthieu Mangin, conseiller municipal délégué entre au conseil d'administration.

## Organisation
inCité rassemble aujourd'hui 53 collaborateurs au sein d'équipes pluridisciplinaires, proposant à ses clients de multiples compétences : construction, gestion immobilière, aménagement, montage d'opérations complexes, action foncière, commercialisation, relogement, accompagnement social... 
L’organigramme de la direction : 
- Présidence : Stéphane Pfeiffer, adjoint au maire de Bordeaux chargé du service public du logement et de l'habitat, de l'emploi, de l'économie sociale et solidaire et des formes économiques innovantes
- Direction Générale : Benoît Gandin
- Direction Administrative et Financière : Quentin Bertrand
- Direction du Patrimoine et de la Construction : Lise Pittet
- Direction de l’Aménagement : Marianne Bacqué

## Les métiers d'inCité
- Constructeur durable
- Gestionnaire locatif
- Aménageur global

## Critiques
La société a été critiquée au motif qu'elle serait inefficace sur l'offre de logement social  et qu'elle demanderait des travaux inaccessibles .